# Repubblica Centrafricana ai Giochi della XXVIII Olimpiade
La Repubblica Centrafricana partecipò ai Giochi della XXVIII Olimpiade, svoltisi ad Atene, Grecia, dal 13 al 29 agosto 2004, con una delegazione di 4 atleti impegnati in tre discipline.

## Risultati

### Atletica leggera
| Q | Qualificato al turno successivo per la Classifica in qualificazione                                                          |
| q | Qualificato per il turno successivo per ripescaggio o, negli eventi su campo, conquistando la misura minima per qualificarsi |

Maschile
Eventi su pista e strada
| Atleta            | Evento   | Risultato | Classifica |
| ----------------- | -------- | --------- | ---------- |
| Ernest Ndjissipou | Maratona | 2h21'23"  | 44º        |

Femminile
Eventi su pista e strada
| Atleta                | Evento         | Batteria  | Batteria   | Semifinale      | Semifinale      | Finale          | Finale          |
| Atleta                | Evento         | Risultato | Classifica | Risultato       | Classifica      | Risultato       | Classifica      |
| --------------------- | -------------- | --------- | ---------- | --------------- | --------------- | --------------- | --------------- |
| Maria-Joëlle Conjungo | 100 m ostacoli | 14"24     | 8ª         | non qualificata | non qualificata | non qualificata | non qualificata |

### Judo
Femminile
| Atleta       | Evento | 16-esimi                 | Ottavi               | Quarti               | Semifinali           | Ripescaggio          | Finale / FB          | Pos.            |
| Atleta       | Evento | Avversario Punteggio     | Avversario Punteggio | Avversario Punteggio | Avversario Punteggio | Avversario Punteggio | Avversario Punteggio | Pos.            |
| ------------ | ------ | ------------------------ | -------------------- | -------------------- | -------------------- | -------------------- | -------------------- | --------------- |
| Bertille Ali | -48 kg | Haddad (ALG) P 0000–1110 | non qualificata      | non qualificata      | non qualificata      | non qualificata      | non qualificata      | non qualificata |

### Taekwondo
Maschile
| Atleta                  | Evento | Ottavi               | Quarti               | Semifinali           | Ripescaggio 1        | Ripescaggio 2        | Finale / FB          | Pos.            |
| Atleta                  | Evento | Avversario Punteggio | Avversario Punteggio | Avversario Punteggio | Avversario Punteggio | Avversario Punteggio | Avversario Punteggio | Pos.            |
| ----------------------- | ------ | -------------------- | -------------------- | -------------------- | -------------------- | -------------------- | -------------------- | --------------- |
| Bertrand Gbongou Liango | −68 kg | Çalışkan (AUT) P KO  | non qualificato      | non qualificato      | non qualificato      | non qualificato      | non qualificato      | non qualificato |